# 1980-as Formula–1 nyugat-amerikai nagydíj
A nyugat-amerikai nagydíj volt az 1980-as Formula–1 világbajnokság negyedik futama.

## Futam
| Helyezés | #  | Versenyző             | Csapat/Motor    | Körök | Idő/Kiesés oka | Rajthely | Pontszám |
| -------- | -- | --------------------- | --------------- | ----- | -------------- | -------- | -------- |
| 1        | 5  | Nelson Piquet         | Brabham-Ford    | 80    | 1:50:19,4      | 1        | 9        |
| 2        | 29 | Riccardo Patrese      | Arrows-Ford     | 80    | +49,212        | 8        | 6        |
| 3        | 20 | Emerson Fittipaldi    | Fittipaldi-Ford | 80    | +1:18,563      | 24       | 4        |
| 4        | 7  | John Watson           | McLaren-Ford    | 79    | +1 kör         | 21       | 3        |
| 5        | 1  | Jody Scheckter        | Ferrari         | 79    | +1 kör         | 16       | 2        |
| 6        | 25 | Didier Pironi         | Ligier-Ford     | 79    | +1 kör         | 9        | 1        |
| 7        | 30 | Jochen Mass           | Arrows-Ford     | 79    | +1 kör         | 17       |          |
| 8        | 4  | Derek Daly            | Tyrrell-Ford    | 79    | +1 kör         | 14       |          |
| 9        | 16 | René Arnoux           | Renault         | 78    | +2 kör         | 2        |          |
| 10       | 15 | Jean-Pierre Jabouille | Renault         | 71    | +9 kör         | 11       |          |
| Kiesett  | 21 | Keke Rosberg          | Fittipaldi-Ford | 58    | Túlmelegedés   | 22       |          |
| Kiesett  | 14 | Clay Regazzoni        | Ensign-Ford     | 50    | Baleset        | 23       |          |
| Kiesett  | 23 | Bruno Giacomelli      | Alfa Romeo      | 49    | Baleset        | 6        |          |
| Kiesett  | 27 | Alan Jones            | Williams-Ford   | 47    | Baleset        | 5        |          |
| Kiesett  | 2  | Gilles Villeneuve     | Ferrari         | 46    | Erőátvitel     | 10       |          |
| Kiesett  | 22 | Patrick Depailler     | Alfa Romeo      | 40    | Felfüggesztés  | 3        |          |
| Kiesett  | 26 | Jacques Laffite       | Ligier-Ford     | 36    | Defekt         | 13       |          |
| Kiesett  | 31 | Eddie Cheever         | Osella-Ford     | 11    | Erőátvitel     | 19       |          |
| Kiesett  | 28 | Carlos Reutemann      | Williams-Ford   | 3     | Erőátvitel     | 7        |          |
| Kiesett  | 3  | Jean-Pierre Jarier    | Tyrrell-Ford    | 3     | Baleset        | 12       |          |
| Kiesett  | 12 | Elio de Angelis       | Lotus-Ford      | 3     | Baleset        | 20       |          |
| Kiesett  | 9  | Jan Lammers           | ATS-Ford        | 0     | Erőátvitel     | 4        |          |
| Kiesett  | 11 | Mario Andretti        | Lotus-Ford      | 0     | Baleset        | 15       |          |
| Kiesett  | 6  | Ricardo Zunino        | Brabham-Ford    | 0     | Baleset        | 18       |          |
| NK       | 18 | Dave Kennedy          | Shadow-Ford     |       |                |          |          |
| NK       | 17 | Geoff Lees            | Shadow-Ford     |       |                |          |          |
| NK       | 8  | Stephen South         | McLaren-Ford    |       |                |          |          |

## Statisztikák
Vezető helyen:
- Nelson Piquet: 80 (1-80)

Nelson Piquet 1. győzelme, 1. pole-pozíciója, 2. leggyorsabb köre, 1. mesterhármasa (gy, pp, lk)
- Brabham 21. győzelme.

Clay Regazzoni 139., utolsó versenye.